# Аматитлан (Веракрус)
Аматитлан (исп. Amatitlán) — небольшой город в восточной части Мексики, на территории штата Веракрус. Административный центр муниципалитета Аматитлан.

## Географическое положение
Аматитлан расположен на юге центральной части штата, на левом берегу реки Папалоапан, на расстоянии приблизительно 171 километра к юго-востоку от города Халапа-Энрикеса, административного центра штата. Абсолютная высота — 7 метров над уровнем моря.

## Население
Согласно данным, полученным в ходе проведения официальной переписи 2005 года, в городе проживало 1288 человек (590 мужчин и 698 женщин). Насчитывалось 410 домов. По возрастному диапазону население распределилось следующим образом: 26,8 % — жители младше 18 лет, 56,6 % — между 18 и 59 годами и 16,6 % — в возрасте 60 лет и старше. Уровень грамотности среди жителей старше 15 лет составлял 93,3 %.
По данным переписи 2010 года, численность населения Аматитлана составляла 1251 человек. Динамика численности населения города по годам:
| 2000 | 2005 | 2010 |
| ---- | ---- | ---- |
| 1328 | 1288 | 1251 |